# Thamnobryum planifrons
Thamnobryum planifrons är en bladmossart som beskrevs av Noguchi och Iwatsuki in Iwatsuki 1972. Thamnobryum planifrons ingår i släktet rävsvansmossor, och familjen Neckeraceae. Inga underarter finns listade i Catalogue of Life.